# 薬物血中濃度時間曲線下面積
薬物血中濃度時間曲線下面積（Area under the curve，AUC．しばしば単に曲線下面積とも）とは、薬物動態学の分野において、血漿中の薬物濃度の変化を時間の関数として記述した曲線の定積分である。実際には、ある離散的な時点で薬物濃度を測定し、台形公式を用いてAUCを推定する。

## AUC値の解釈と有用性
AUC（ゼロから無限大まで）は、時間経過に伴う薬物の総曝露量を表す。AUCは、同じ用量の2つの製剤（例えば、カプセルと錠剤）の組織または血漿への曝露量が等しいかどうかを判断しようとする場合に有用な指標である。もう一つの用途として、治療指数が狭い薬剤の薬物治療モニタリングが挙げられる。例えば、ゲンタマイシンは、腎毒性や聴器毒性を持つ抗生物質であり、患者の血漿中のゲンタマイシン濃度を測定してAUCを算出することで、この薬剤の投与量を決定することができる。
AUCは、ある時間間隔での平均濃度AUC/tを知るのに有用である。また、AUCは排泄について言及する際にも参照される。
体内から排出される量（質量）＝クリアランス（体積／時間）×AUC（質量×時間／体積）

## AUCと生物学的利用能
薬物動態学において、生物学的利用能（バイオアベイラビリティ）とは、一般的に、全身に吸収され、生物学的効果をもたらすために利用可能な薬物の割合を指す。これは、しばしば「AUC」を定量化することによって測定される。それぞれのAUCを決定するためには、通常、14C標識薬剤とAMS（加速質量分析法）を用いて、血清濃度対時間プロットを作成する。
バイオアベイラビリティは、「絶対的バイオアベイラビリティ」または「相対的バイオアベイラビリティ」の観点から測定することができる。

## References
1. ↑  “ライフサイエンス辞書: 薬物血中濃度時間曲線下面積”. lsd-project.jp. 2021年8月22日閲覧。
2. ↑   Lappin, Graham; Rowland, Malcolm; Garner, R Colin (2006).  "The use of isotopes in the determination of absolute bioavailability of drugs in humans". Expert Opinion on Drug Metabolism & Toxicology 2 (3): 419–27.